# Hổ Môn (trấn)

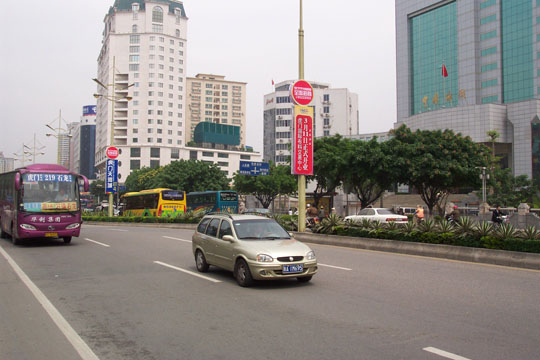
Một cảnh đường phố ở trấn Hổ Môn

Hổ Môn (giản thể: 虎门镇; phồn thể: 虎門鎮; bính âm: Hŭmén zhèn) là một trấn nằm trong địa phận thành phố Đông Hoản, nằm tại bờ đông của cửa sông Hổ Môn thuộc đồng bằng Châu Giang, tỉnh Quảng Đông, miền nam Cộng hoà Nhân dân Trung Hoa. Theo thống kê năm 2000, dân số địa phương là 577.548 người, đứng thứ hai trong số các trấn đông dân nhất Trung Quốc (xếp sau trấn Trường An cũng thuộc Đông Hoản).

## Lịch sử

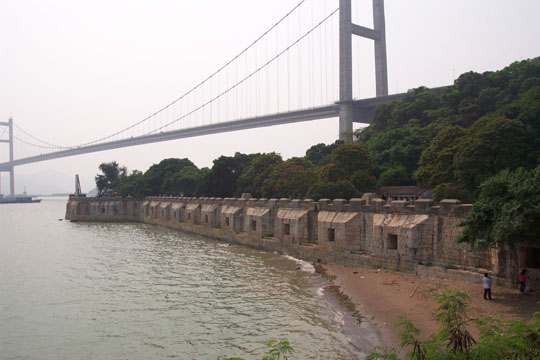
Pháo đài Uy Viễn và cầu Hổ Môn

Lịch sử trấn Hổ Môn gắn liền với Chiến tranh Nha phiến thứ nhất (1839–1842). Tại đây, Lâm Tắc Từ đã giám sát cuộc tiêu hủy khối lượng lớn thuốc phiện bị tịch thu vào năm 1839. Một số trận chiến lớn trong Chiến tranh Nha phiến thứ nhất đã diễn ra tại trấn này và tại cửa sông Hổ Môn.

## Kinh tế
Hổ Môn là một đô thị thịnh vượng với rất nhiều nhà máy sản xuất hàng tiêu dùng. Những nhà máy này cung cấp việc làm cho số lao động nông thôn nhập cư để tìm việc làm. Ngoài ra, Hổ Môn còn có vị trí địa lý thuận lợi cho các nhà máy nhờ khoảng cách địa lý gần gũi với hai vùng đô thị và hải cảng xuất khẩu là Hồng Kông và Thâm Quyến. Hổ Môn từ lâu đã là cửa ngõ quan trọng để thâm nhập miền nam Trung Quốc. Ngược dòng Châu Giang, tàu thuyền có thể tiếp cận các vùng miền đông, miền bắc và miền tây của tỉnh Quảng Đông và ngay cả các vùng của tỉnh Quảng Tây. Cảng Hổ Môn là cảng loại một mà tàu nước ngoài có thể cập vào.

## Các điểm du lịch

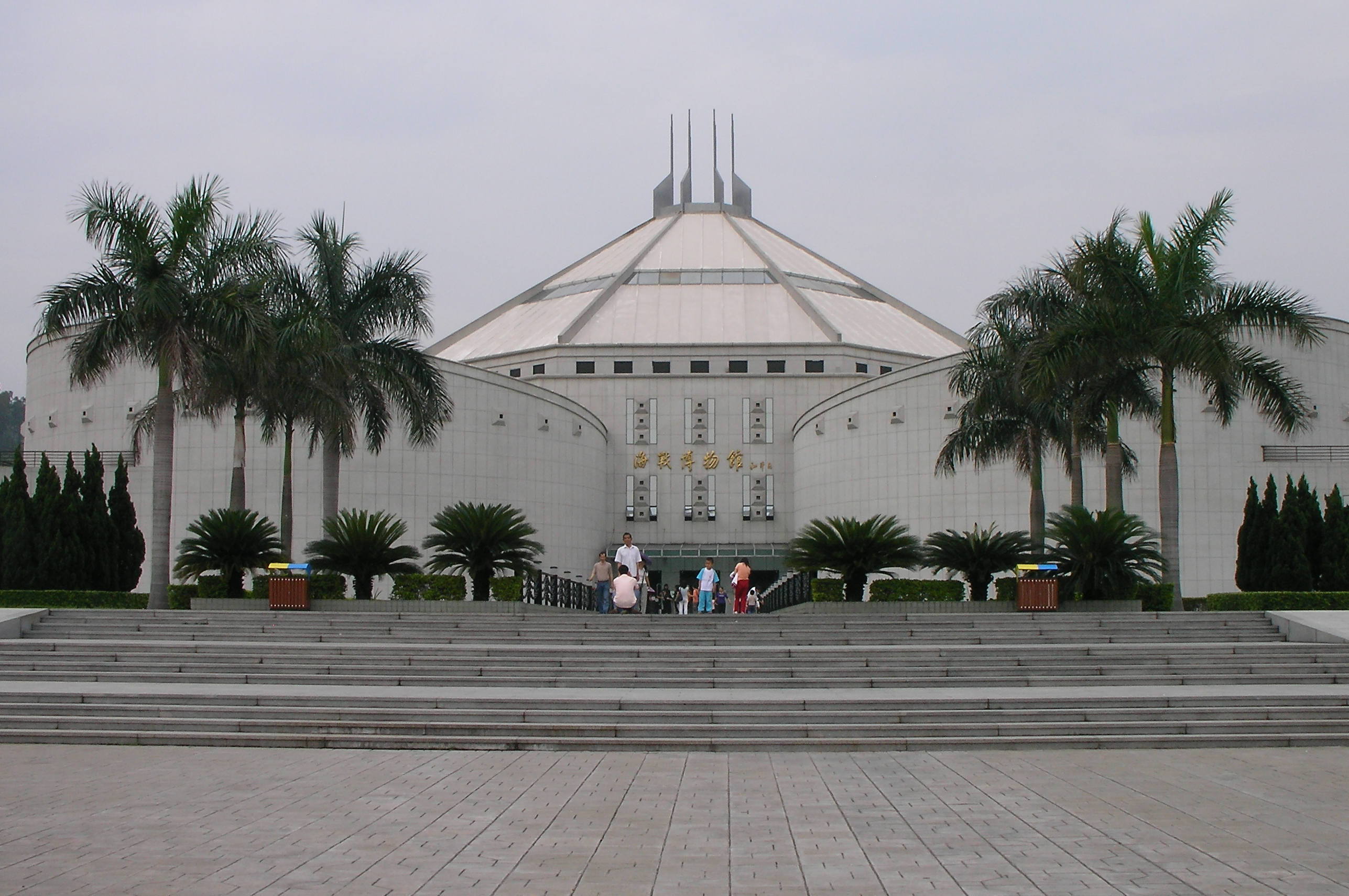
Bảo tàng Hải chiến

- "Bảo tàng Hải chiến", nơi tranh bày tranh tầm sâu và các hiện vật liên quan đến chiến tranh Nha phiến. Khách du lịch có thể bắt xe buýt 8A hoặc 8B để đến điểm dừng tại cực tây của bảo tàng.
- Bảo tàng Chiến tranh Nha phiến (còn gọi là Bảo tàng Tưởng niệm Lâm Tắc Từ)
- Tư dinh cũ của Tưởng Quang Nãi.
- Vườn Khoa Uyển xây năm 1850 dưới thời nhà Thanh.
- Một vài pháo đài thời Thanh, như:
  - Pháo đài Uy Viễn (giản thể: 威远炮台; phồn thể: 威遠砲臺), nằm gần Bảo tàng Hải chiến và gần như là ngay dưới chân cầu Hổ Môn.
  - Pháo đài Sa Giác (giản thể: 沙角炮台; phồn thể: 沙角砲臺), nơi diễn ra Hội nghị Xuyên Tì năm 1841.
  - Pháo đài Nga Di (giản thể: 鹅夷炮台; phồn thể: 鵝夷砲臺)

## Giao thông

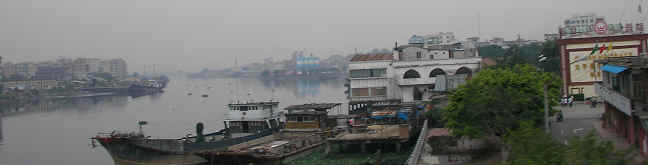
Ảnh chụp Hổ Môn, ngày 5 tháng 5 năm 2007

Hổ Môn nằm trên tuyến xe buýt từ phía nam Quảng Châu xuống. Các tuyến hành trình này tiếp tục đi về phía nam qua xe buýt tại công viên giải trí Thế giới chi song (世界之窗) ở Thâm Quyến. Từ đây khách có thể tiếp tục hướng về biên giới Hồng Kông bằng xe buýt hoặc tàu điện ngầm Thâm Quyến. Ngoài ra, phà giúp nối kết Hổ Môn với sân bay quốc tế Hồng Kông.